# Ян Сикора
Ян Сикора (чеськ. Jan Sýkora, нар. 29 грудня 1993, Плзень) — чеський футболіст, півзахисник клубу «Вікторія» (Пльзень) та національної збірної Чехії.

## Клубна кар'єра
Народився 29 грудня 1993 року в місті Плзень. Вихованець футбольної школи клубу «Вікторія» (Пльзень). 2011 року перейшов до «Спарти», в якій став грати за резервну команду. 6 листопада 2011 року в матчі Кубку Чехії проти «Зноймо» він дебютував за основну команду. Втім у чемпіонаті так і не провыв жодної гри і влітку 2014 року через високу конкуренцію Ян на правах оренди перейшов у «Збройовку». 26 липня в матчі проти «Яблонця» він дебютував у Сінот-лізі.
Влітку 2015 року Ян перейшов в ліберецький «Слован». У матчі проти «Пршибрама» він дебютував за нову команду. 23 квітня 2016 року в поєдинку проти «Баніка» Сикора забив свій перший гол за «Слован». 25 серпня у відбірковому раунді Ліги Європи проти кіпрського АЕКа Ян зробив хет-трик. 15 вересня в поєдинку Ліги Європи проти азербайджанського «Карабаха» Сикора забив гол. Цей м'яч став найшвидшим голом в історії Ліги Європи, Ян відзначився вже на 9-й секунді матчу.
У січні 2017 року перейшов у «Славію», з якою в тому ж році виграв чемпіонат, а наступного Кубок Чехії. Станом на 28 липня 2018 року відіграв за празьку команду 29 матчів в національному чемпіонаті.

## Виступи за збірні
2010 року дебютував у складі юнацької збірної Чехії, взяв участь у 20 іграх на юнацькому рівні, відзначившись 2 забитими голами.
2014 року залучався до складу молодіжної збірної Чехії. На молодіжному рівні зіграв у 2 офіційних матчах.
31 серпня 2016 року дебютував в офіційних іграх у складі національної збірної Чехії в товариському матчі проти збірної Вірменії, замінивши у другому таймі Їржі Скалака.
| Дата       | Місто            | Господарі | Результат  | Гості       | Турнір                               | Голи | Примітки |
| ---------- | ---------------- | --------- | ---------- | ----------- | ------------------------------------ | ---- | -------- |
| 31-8-2016  | Млада Болеслав   | Чехія     | 3 – 0      | Вірменія    | товариський матч                     | -    | 46'      |
| 11-10-2016 | Острава          | Чехія     | 0 – 0      | Азербайджан | Відбір до ЧС 2018                    | -    |          |
| 15-11-2016 | Млада Болеслав   | Чехія     | 1 – 1      | Данія       | товариський матч                     | -    | 46'      |
| 22-3-2017  | Усті-над-Лабою   | Чехія     | 3 – 0      | Литва       | товариський матч                     | -    | 46'      |
| 8-10-2017  | Пльзень          | Чехія     | 5 – 0      | Сан-Марино  | Відбір до ЧС 2018                    | -    | 63'      |
| 8-11-2017  | Доха             | Ісландія  | 1 – 2      | Чехія       | товариський матч                     | 1    | 62'      |
| 11-11-2017 | Доха             | Катар     | 0 – 1      | Чехія       | товариський матч                     | -    | 46'      |
| 1-6-2018   | Санкт-Пельтен    | Австралія | 4 – 0      | Чехія       | товариський матч                     | -    | 57'      |
| 6-9-2018   | Угерске Градіште | Чехія     | 1 – 2      | Україна     | Ліга націй УЄФА 2018-2019 - 1-й етап | -    | 90+2'    |
| 10-9-2018  | Ростов-на-Дону   | Росія     | 5 – 1      | Чехія       | товариський матч                     | -    | 65'      |
| 11-11-2021 | Оломоуць         | Чехія     | 7 – 0      | Кувейт      | товариський матч                     | 2    | 72'      |
| 16-11-2021 | Прага            | Чехія     | 2 – 0      | Естонія     | Відбір до ЧС 2022                    | 1    | 28'      |
| 24-3-2022  | Стокгольм        | Швеція    | 1 – 0 д.ч. | Чехія       | Відбір до ЧС 2022                    | -    | 90+2'    |
| 29-3-2022  | Кардіфф          | Уельс     | 1 – 1      | Чехія       | товариський матч                     | -    | 46'      |
| Усього     |                  | Матчів    | 14         |             | Голів                                | 4    |          |

## Титули і досягнення
- Чемпіон Чехії (2):

«Славія»: 2016–17
«Вікторія» (Пльзень): 2021–22
- Володар Кубка Чехії (2):

«Славія»: 2017–18
«Сігма» (Оломоуць): 2024–25